# Éliminatoires de la Coupe du monde de football 2018, zone Europe, groupe F
Navigation
Groupe E Groupe G
Cet article donne les résultats des matches du groupe F de la zone Europe du tour préliminaire de la Coupe du monde de football 2018.
Le Groupe F est composé de 6 équipes nationales européennes. Le 1er du groupe sera qualifié d'office pour la coupe du monde 2018, le 2e devra passer par des barrages.

## Classement
| Rang | Équipe     | Pts | J  | G | N | P | Bp | Bc | Diff |  | Résultats (▼ dom., ► ext.) |     |     |     |     |     |     |
| ---- | ---------- | --- | -- | - | - | - | -- | -- | ---- |  | -------------------------- | --- | --- | --- | --- | --- | --- |
| 1    | Angleterre | 26  | 10 | 8 | 2 | 0 | 18 | 3  | +15  |  | Angleterre                 |     | 2-1 | 3-0 | 1-0 | 2-0 | 2-0 |
| 2    | Slovaquie  | 18  | 10 | 6 | 0 | 4 | 17 | 7  | +10  |  | Slovaquie                  | 0-1 |     | 3-0 | 1-0 | 4-0 | 3-0 |
| 3    | Écosse     | 18  | 10 | 5 | 3 | 2 | 17 | 12 | +5   |  | Écosse                     | 2-2 | 1-0 |     | 1-0 | 1-1 | 2-0 |
| 4    | Slovénie   | 15  | 10 | 4 | 3 | 3 | 12 | 7  | +5   |  | Slovénie                   | 0-0 | 1-0 | 2-2 |     | 4-0 | 2-0 |
| 5    | Lituanie   | 6   | 10 | 1 | 3 | 6 | 7  | 20 | -13  |  | Lituanie                   | 0-1 | 1-2 | 0-3 | 2-2 |     | 2-0 |
| 6    | Malte      | 1   | 10 | 0 | 1 | 9 | 3  | 25 | -22  |  | Malte                      | 0-4 | 1-3 | 1-5 | 0-1 | 1-1 |     |

- Malte et la Lituanie sont éliminés depuis le 1er septembre 2017 à la suite de leur défaite (0-4) et (0-3) face aux anglais et aux écossais conjuguée à la victoire (1-0) de la Slovaquie face à la Slovénie.
- Les Three Lions assurent de terminer premier de leur groupe et se qualifient  pour la coupe du monde de football de 2018 à la suite de sa victoire (1-0) face à la Slovénie, le 5 octobre 2017.
- La Slovénie et l'Écosse sont éliminés depuis le 8 octobre 2017 en se neutralisant (2-2) conjugué à la victoire (3-0) de la Slovaquie face à Malte.
- La Slovaquie est éliminée depuis le 9 octobre 2017 en terminant moins bon deuxième des éliminatoires malgré sa victoire (3-0) face à Malte (le 8 octobre 2017) et à la suite des victoires (0-1) de l'Irlande au Pays de Galles et (0-2) de la Croatie en Ukraine.

## Résultats et calendrier
Le calendrier du groupe F a été publié par l'UEFA le 26 juillet 2015, le jour suivant le tirage au sort à Saint-Pétersbourg (Russie). Horaires en HEC.
| 1re journée            | Lituanie                      | 2 – 2   | Slovénie                | Stade LFF, Vilnius                                |                                                   |
| 4 septembre 2016 18h00 | Černych 32e · Slivka 34e      | (2 – 0) | 77e Krhin · 90+3e Cesar | Spectateurs : 4 114 Arbitrage : Artur Soares Dias | Spectateurs : 4 114 Arbitrage : Artur Soares Dias |
| 4 septembre 2016 18h00 | Rapport (FIFA) Rapport (UEFA) |         |                         | Spectateurs : 4 114 Arbitrage : Artur Soares Dias | Spectateurs : 4 114 Arbitrage : Artur Soares Dias |

| 4 septembre 2016 | Slovaquie                     | 0 – 1   | Angleterre    | Stade Antona Malatinského, Trnava              |                                                |
| 18h00            |                               | (0 – 0) | 90+5e Lallana | Spectateurs : 18 111 Arbitrage : Milorad Mažić | Spectateurs : 18 111 Arbitrage : Milorad Mažić |
| 18h00            | Rapport (FIFA) Rapport (UEFA) |         |               | Spectateurs : 18 111 Arbitrage : Milorad Mažić | Spectateurs : 18 111 Arbitrage : Milorad Mažić |

| 4 septembre 2016 | Malte                         | 1 – 5   | Écosse                                            | Ta' Qali Stadium, Ta' Qali                         |                                                    |
| 20h45            | Effiong 14e                   | (1 – 1) | 10e 61e 84e Snodgrass · 53e Martin · 78e Fletcher | Spectateurs : 15 609 Arbitrage : Yevhen Aranovskiy | Spectateurs : 15 609 Arbitrage : Yevhen Aranovskiy |
| 20h45            | Rapport (FIFA) Rapport (UEFA) |         |                                                   | Spectateurs : 15 609 Arbitrage : Yevhen Aranovskiy | Spectateurs : 15 609 Arbitrage : Yevhen Aranovskiy |

| 2e journée           | Angleterre                    | 2 – 0   | Malte | Stade de Wembley, Londres                           |                                                     |
| 8 octobre 2016 18h00 | Sturridge 29e · Alli 38e      | (2 – 0) |       | Spectateurs : 81 781 Arbitrage : Stefan Johannesson | Spectateurs : 81 781 Arbitrage : Stefan Johannesson |
| 8 octobre 2016 18h00 | Rapport (FIFA) Rapport (UEFA) |         |       | Spectateurs : 81 781 Arbitrage : Stefan Johannesson | Spectateurs : 81 781 Arbitrage : Stefan Johannesson |

| 8 octobre 2016 | Écosse                        | 1 – 1   | Lituanie    | Hampden Park, Glasgow                           |                                                 |
| 20h45          | McArthur 89e                  | (0 – 0) | 59e Černych | Spectateurs : 35 966 Arbitrage : Tobias Stieler | Spectateurs : 35 966 Arbitrage : Tobias Stieler |
| 20h45          | Rapport (FIFA) Rapport (UEFA) |         |             | Spectateurs : 35 966 Arbitrage : Tobias Stieler | Spectateurs : 35 966 Arbitrage : Tobias Stieler |

| 8 octobre 2016 | Slovénie                      | 1 – 0   | Slovaquie | Stadion Stožice, Ljubljana                      |                                                 |
| 20h45          | Kronaveter 74e                | (0 – 0) |           | Spectateurs : 10 492 Arbitrage : Nicola Rizzoli | Spectateurs : 10 492 Arbitrage : Nicola Rizzoli |
| 20h45          | Rapport (FIFA) Rapport (UEFA) |         |           | Spectateurs : 10 492 Arbitrage : Nicola Rizzoli | Spectateurs : 10 492 Arbitrage : Nicola Rizzoli |

| 3e journée            | Lituanie                           | 2 – 0   | Malte | Stade LFF, Vilnius                                |                                                   |
| 11 octobre 2016 20h45 | Černych 76e · Novikovas 84e (pen.) | (0 – 0) |       | Spectateurs : 5 067 Arbitrage : Jesús Gil Manzano | Spectateurs : 5 067 Arbitrage : Jesús Gil Manzano |
| 11 octobre 2016 20h45 | Rapport (FIFA) Rapport (UEFA)      |         |       | Spectateurs : 5 067 Arbitrage : Jesús Gil Manzano | Spectateurs : 5 067 Arbitrage : Jesús Gil Manzano |

| 11 octobre 2016 | Slovaquie                     | 3 – 0   | Écosse | Stade Antona Malatinského, Trnava                     |                                                       |
| 20h45           | Mak 18e 56e · Nemec 68e       | (1 – 0) |        | Spectateurs : 11 098 Arbitrage : Martin Strömbergsson | Spectateurs : 11 098 Arbitrage : Martin Strömbergsson |
| 20h45           | Rapport (FIFA) Rapport (UEFA) |         |        | Spectateurs : 11 098 Arbitrage : Martin Strömbergsson | Spectateurs : 11 098 Arbitrage : Martin Strömbergsson |

| 11 octobre 2016 | Slovénie                      | 0 – 0   | Angleterre | Stadion Stožice, Ljubljana                     |                                                |
| 20h45           |                               | (0 – 0) |            | Spectateurs : 13 274 Arbitrage : Deniz Aytekin | Spectateurs : 13 274 Arbitrage : Deniz Aytekin |
| 20h45           | Rapport (FIFA) Rapport (UEFA) |         |            | Spectateurs : 13 274 Arbitrage : Deniz Aytekin | Spectateurs : 13 274 Arbitrage : Deniz Aytekin |

| 4e journée             | Angleterre                               | 3 – 0   | Écosse | Stade de Wembley, Londres                     |                                               |
| 11 novembre 2016 20h45 | Sturridge 24e · Lallana 50e · Cahill 61e | (1 – 0) |        | Spectateurs : 87 258 Arbitrage : Cüneyt Çakır | Spectateurs : 87 258 Arbitrage : Cüneyt Çakır |
| 11 novembre 2016 20h45 | Rapport (FIFA) Rapport (UEFA)            |         |        | Spectateurs : 87 258 Arbitrage : Cüneyt Çakır | Spectateurs : 87 258 Arbitrage : Cüneyt Çakır |

| 11 novembre 2016 | Malte                         | 0 – 1   | Slovénie   | Ta' Qali Stadium, Ta' Qali                       |                                                  |
| 20h45            |                               | (0 – 0) | 47e Verbič | Spectateurs : 4 207 Arbitrage : Paweł Raczkowski | Spectateurs : 4 207 Arbitrage : Paweł Raczkowski |
| 20h45            | Rapport (FIFA) Rapport (UEFA) |         |            | Spectateurs : 4 207 Arbitrage : Paweł Raczkowski | Spectateurs : 4 207 Arbitrage : Paweł Raczkowski |

| 11 novembre 2016 | Slovaquie                                       | 4 – 0   | Lituanie | Stade Antona Malatinského, Trnava                       |                                                         |
| 20h45            | Nemec 12e · Kucka 15e · Škrtel 36e · Hamšík 86e | (3 – 0) |          | Spectateurs : 9 653 Arbitrage : Anastasios Sidiropoulos | Spectateurs : 9 653 Arbitrage : Anastasios Sidiropoulos |
| 20h45            | Rapport (FIFA) Rapport (UEFA)                   |         |          | Spectateurs : 9 653 Arbitrage : Anastasios Sidiropoulos | Spectateurs : 9 653 Arbitrage : Anastasios Sidiropoulos |

| 5e journée         | Angleterre                    | 2 – 0   | Lituanie | Stade de Wembley, Londres                     |                                               |
| 26 mars 2017 18h00 | Defoe 22e · Vardy 66e         | (1 – 0) |          | Spectateurs : 77 690 Arbitrage : Ruddy Buquet | Spectateurs : 77 690 Arbitrage : Ruddy Buquet |
| 26 mars 2017 18h00 | Rapport (FIFA) Rapport (UEFA) |         |          | Spectateurs : 77 690 Arbitrage : Ruddy Buquet | Spectateurs : 77 690 Arbitrage : Ruddy Buquet |

| 26 mars 2017 | Malte                         | 1 – 3   | Slovaquie                         | Ta' Qali Stadium, Ta' Qali                    |                                               |
| 20h45        | Farrugia 14e                  | (1 – 2) | 2e Weiss · 41e Greguš · 84e Nemec | Spectateurs : 4 980 Arbitrage : Ali Palabıyık | Spectateurs : 4 980 Arbitrage : Ali Palabıyık |
| 20h45        | Rapport (FIFA) Rapport (UEFA) |         |                                   | Spectateurs : 4 980 Arbitrage : Ali Palabıyık | Spectateurs : 4 980 Arbitrage : Ali Palabıyık |

| 26 mars 2017 | Écosse                        | 1 – 0   | Slovénie | Hampden Park, Glasgow                          |                                                |
| 20h45        | Martin 88e                    | (0 – 0) |          | Spectateurs : 20 435 Arbitrage : Björn Kuipers | Spectateurs : 20 435 Arbitrage : Björn Kuipers |
| 20h45        | Rapport (FIFA) Rapport (UEFA) |         |          | Spectateurs : 20 435 Arbitrage : Björn Kuipers | Spectateurs : 20 435 Arbitrage : Björn Kuipers |

| 6e journée         | Écosse                        | 2 – 2   | Angleterre                          | Hampden Park, Glasgow                              |                                                    |
| 10 juin 2017 18h00 | Griffiths 87e 90e             | (0 – 0) | 70e Oxlade-Chamberlain · 90+3e Kane | Spectateurs : 48 250 Arbitrage : Paolo Tagliavento | Spectateurs : 48 250 Arbitrage : Paolo Tagliavento |
| 10 juin 2017 18h00 | Rapport (FIFA) Rapport (UEFA) |         |                                     | Spectateurs : 48 250 Arbitrage : Paolo Tagliavento | Spectateurs : 48 250 Arbitrage : Paolo Tagliavento |

| 10 juin 2017 | Slovénie                      | 2 – 0   | Malte | Stadion Stožice, Ljubljana                      |                                                 |
| 18h00        | Iličić 45+2e · Novakovič 84e  | (1 – 0) |       | Spectateurs : 7 839 Arbitrage : Simon Lee Evans | Spectateurs : 7 839 Arbitrage : Simon Lee Evans |
| 18h00        | Rapport (FIFA) Rapport (UEFA) |         |       | Spectateurs : 7 839 Arbitrage : Simon Lee Evans | Spectateurs : 7 839 Arbitrage : Simon Lee Evans |

| 10 juin 2017 | Lituanie                      | 1 – 2   | Slovaquie              | Stade LFF, Vilnius                           |                                              |
| 20h45        | Sernas 90+3e                  | (0 – 1) | 32e Weiss · 58e Hamšík | Spectateurs : 4 083 Arbitrage : Manuel Gräfe | Spectateurs : 4 083 Arbitrage : Manuel Gräfe |
| 20h45        | Rapport (FIFA) Rapport (UEFA) |         |                        | Spectateurs : 4 083 Arbitrage : Manuel Gräfe | Spectateurs : 4 083 Arbitrage : Manuel Gräfe |

| 7e journée             | Lituanie                      | 0 – 3   | Écosse                                       | Stade LFF, Vilnius                                      |                                                         |
| 1 septembre 2017 20h45 |                               | (0 – 2) | 25e Armstrong · 30e Robertson · 72e McArthur | Spectateurs : 5 067 Arbitrage : Carlos del Cerro Grande | Spectateurs : 5 067 Arbitrage : Carlos del Cerro Grande |
| 1 septembre 2017 20h45 | Rapport (FIFA) Rapport (UEFA) |         |                                              | Spectateurs : 5 067 Arbitrage : Carlos del Cerro Grande | Spectateurs : 5 067 Arbitrage : Carlos del Cerro Grande |

| 1 septembre 2017 | Malte                         | 0 – 4   | Angleterre                                    | Ta' Qali Stadium, Ta' Qali                         |                                                    |
| 20h45            |                               | (0 – 0) | 53e 90+2e Kane · 86e Bertrand · 90+1e Welbeck | Spectateurs : 16 994 Arbitrage : Artur Soares Dias | Spectateurs : 16 994 Arbitrage : Artur Soares Dias |
| 20h45            | Rapport (FIFA) Rapport (UEFA) |         |                                               | Spectateurs : 16 994 Arbitrage : Artur Soares Dias | Spectateurs : 16 994 Arbitrage : Artur Soares Dias |

| 1 septembre 2017 | Slovaquie                     | 1 – 0   | Slovénie | Stade Antona Malatinského, Trnava                    |                                                      |
| 20h45            | Mevlja 81e (csc)              | (0 – 0) |          | Spectateurs : 16 896 Arbitrage : Antonio Mateu Lahoz | Spectateurs : 16 896 Arbitrage : Antonio Mateu Lahoz |
| 20h45            | Rapport (FIFA) Rapport (UEFA) |         |          | Spectateurs : 16 896 Arbitrage : Antonio Mateu Lahoz | Spectateurs : 16 896 Arbitrage : Antonio Mateu Lahoz |

| 8e journée             | Angleterre                    | 2 – 1   | Slovaquie  | Stade de Wembley, Londres                       |                                                 |
| 4 septembre 2017 20h45 | Dier 37e · Rashford 59e       | (1 – 1) | 3e Lobotka | Spectateurs : 67 283 Arbitrage : Clément Turpin | Spectateurs : 67 283 Arbitrage : Clément Turpin |
| 4 septembre 2017 20h45 | Rapport (FIFA) Rapport (UEFA) |         |            | Spectateurs : 67 283 Arbitrage : Clément Turpin | Spectateurs : 67 283 Arbitrage : Clément Turpin |

| 4 septembre 2017 | Écosse                        | 2 – 0   | Malte | Hampden Park, Glasgow                         |                                               |
| 20h45            | Berra 9e · Griffiths 49e      | (1 – 0) |       | Spectateurs : 26 371 Arbitrage : Jakob Kehlet | Spectateurs : 26 371 Arbitrage : Jakob Kehlet |
| 20h45            | Rapport (FIFA) Rapport (UEFA) |         |       | Spectateurs : 26 371 Arbitrage : Jakob Kehlet | Spectateurs : 26 371 Arbitrage : Jakob Kehlet |

| 4 septembre 2017 | Slovénie                                              | 4 – 0   | Lituanie | Stadion Stožice, Ljubljana                    |                                               |
| 20h45            | Iličić 25e (pen.) 61e (pen.) · Verbič 82e · Birsa 90e | (1 – 0) |          | Spectateurs : 6 230 Arbitrage : István Kovács | Spectateurs : 6 230 Arbitrage : István Kovács |
| 20h45            | Rapport (FIFA) Rapport (UEFA)                         |         |          | Spectateurs : 6 230 Arbitrage : István Kovács | Spectateurs : 6 230 Arbitrage : István Kovács |

| 9e journée           | Angleterre                    | 1 – 0   | Slovénie | Stade de Wembley, Londres                     |                                               |
| 5 octobre 2017 20h45 | Kane 90+4e                    | (0 – 0) |          | Spectateurs : 61 598 Arbitrage : Felix Zwayer | Spectateurs : 61 598 Arbitrage : Felix Zwayer |
| 5 octobre 2017 20h45 | Rapport (FIFA) Rapport (UEFA) |         |          | Spectateurs : 61 598 Arbitrage : Felix Zwayer | Spectateurs : 61 598 Arbitrage : Felix Zwayer |

| 5 octobre 2017 | Malte                         | 1 – 1   | Lituanie   | Ta' Qali Stadium, Ta' Qali                         |                                                    |
| 20h45          | Agius 23e                     | (1 – 0) | 53e Slivka | Spectateurs : 3 431 Arbitrage : Zaven Hovhannisyan | Spectateurs : 3 431 Arbitrage : Zaven Hovhannisyan |
| 20h45          | Rapport (FIFA) Rapport (UEFA) |         |            | Spectateurs : 3 431 Arbitrage : Zaven Hovhannisyan | Spectateurs : 3 431 Arbitrage : Zaven Hovhannisyan |

| 5 octobre 2017 | Écosse                        | 1 – 0   | Slovaquie | Hampden Park, Glasgow                          |                                                |
| 20h45          | Škrtel 89e (csc)              | (0 – 0) |           | Spectateurs : 46 733 Arbitrage : Milorad Mažić | Spectateurs : 46 733 Arbitrage : Milorad Mažić |
| 20h45          | Rapport (FIFA) Rapport (UEFA) |         |           | Spectateurs : 46 733 Arbitrage : Milorad Mažić | Spectateurs : 46 733 Arbitrage : Milorad Mažić |

| 10e journée          | Lituanie                      | 0 – 1   | Angleterre      | Stade LFF, Vilnius                             |                                                |
| 8 octobre 2017 18h00 |                               | (0 – 1) | 27e (pen.) Kane | Spectateurs : 5 400 Arbitrage : Orel Grinfeeld | Spectateurs : 5 400 Arbitrage : Orel Grinfeeld |
| 8 octobre 2017 18h00 | Rapport (FIFA) Rapport (UEFA) |         |                 | Spectateurs : 5 400 Arbitrage : Orel Grinfeeld | Spectateurs : 5 400 Arbitrage : Orel Grinfeeld |

| 8 octobre 2017 | Slovaquie                     | 3 – 0   | Malte | Stade Antona Malatinského, Trnava                |                                                  |
| 18h00          | Nemec 33e 62e · Duda 69e      | (1 – 0) |       | Spectateurs : 17 774 Arbitrage : Paolo Mazzoleni | Spectateurs : 17 774 Arbitrage : Paolo Mazzoleni |
| 18h00          | Rapport (FIFA) Rapport (UEFA) |         |       | Spectateurs : 17 774 Arbitrage : Paolo Mazzoleni | Spectateurs : 17 774 Arbitrage : Paolo Mazzoleni |

| 8 octobre 2017 | Slovénie                      | 2 – 2   | Écosse                        | Stadion Stožice, Ljubljana                      |                                                 |
| 18h00          | Bezjak 52e 72e                | (0 – 1) | 32e Griffiths · 88e Snodgrass | Spectateurs : 11 123 Arbitrage : Jonas Eriksson | Spectateurs : 11 123 Arbitrage : Jonas Eriksson |
| 18h00          | Rapport (FIFA) Rapport (UEFA) |         |                               | Spectateurs : 11 123 Arbitrage : Jonas Eriksson | Spectateurs : 11 123 Arbitrage : Jonas Eriksson |

## Buteurs
| Position | Joueur                  | Pays       | Buts |
| -------- | ----------------------- | ---------- | ---- |
| 1        | Harry Kane              | Angleterre | 5    |
| -        | Adam Nemec              | Slovaquie  | 5    |
| 3        | Leigh Griffiths         | Écosse     | 4    |
| -        | Robert Snodgrass        | Écosse     | 4    |
| 5        | Fiodor Černych          | Lituanie   | 3    |
| -        | Josip Iličić            | Slovénie   | 3    |
| 7        | Adam Lallana            | Angleterre | 2    |
| -        | Daniel Sturridge        | Angleterre | 2    |
| -        | Roman Bezjak            | Lituanie   | 2    |
| -        | Arvydas Novikovas       | Lituanie   | 2    |
| -        | Vykintas Slivka         | Lituanie   | 2    |
| -        | James McArthur          | Écosse     | 2    |
| -        | Marek Hamšík            | Slovaquie  | 2    |
| -        | Róbert Mak              | Slovaquie  | 2    |
| -        | Vladimir Weiss          | Slovaquie  | 2    |
| -        | Benjamin Verbič         | Slovénie   | 2    |
| 17       | Dele Alli               | Angleterre | 1    |
| -        | Ryan Bertrand           | Angleterre | 1    |
| -        | Gary Cahill             | Angleterre | 1    |
| -        | Jermain Defoe           | Angleterre | 1    |
| -        | Eric Dier               | Angleterre | 1    |
| -        | Alex Oxlade-Chamberlain | Angleterre | 1    |
| -        | Marcus Rashford         | Angleterre | 1    |
| -        | Jamie Vardy             | Angleterre | 1    |
| -        | Danny Welbeck           | Angleterre | 1    |
| -        | Stuart Armstrong        | Écosse     | 1    |
| -        | Christophe Berra        | Écosse     | 1    |
| -        | Steven Fletcher         | Écosse     | 1    |
| -        | Chris Martin            | Écosse     | 1    |
| -        | Andrew Robertson        | Écosse     | 1    |
| -        | Russell Martin          | Écosse     | 1    |
| -        | Andrei Agius            | Malte      | 1    |
| -        | Alfred Effiong (en)     | Malte      | 1    |
| -        | Jean Paul Farrugia      | Malte      | 1    |
| -        | Ondrej Duda             | Slovaquie  | 1    |
| -        | Ján Greguš              | Slovaquie  | 1    |
| -        | Juraj Kucka             | Slovaquie  | 1    |
| -        | Stanislav Lobotka       | Slovaquie  | 1    |
| -        | Martin Škrtel           | Slovaquie  | 1    |
| -        | Valter Birsa            | Slovénie   | 1    |
| -        | Boštjan Cesar           | Slovénie   | 1    |
| -        | Rene Krhin              | Slovénie   | 1    |
| -        | Rok Kronaveter          | Slovénie   | 1    |
| -        | Milivoje Novakovič      | Slovénie   | 1    |

| Position | Joueur           | Pays      | CSC |
| -------- | ---------------- | --------- | --- |
| -        | Martin Škrtel    | Slovaquie | 1   |
| -        | Miha Mevlja (en) | Slovénie  | 1   |